# Tormos
Tormos è un comune spagnolo situato nella comunità autonoma Valenciana.